# Essex
Essex [ˈɛsɪks] (altenglisch Eastseaxe „Ost-Sachsen“) ist eine der zeremoniellen Grafschaften Englands, nordöstlich von London gelegen. Sie gehört zur Verwaltungsregion East of England. Die Hauptstadt der Grafschaft ist Chelmsford. Das nördlicher gelegene kulturelle Zentrum Colchester beheimatet die University of Essex, die besonders für die Sozial- und Wirtschaftswissenschaften international bekannt ist.
Der Name geht auf das Königreich Essex (vgl. auch Middlesex, Sussex und Wessex) zurück.
Bis 1965 gehörten zu Essex auch die heute zu London gehörigen Boroughs Barking and Dagenham, Havering, Newham, Redbridge und Waltham Forest.

## Ortschaften
- Ardleigh, Arkesden, Ashden, Audley End
- Basildon, Battlebridge, Belchamp St. Paul, Bentley, Billericay, Boreham, Bradwell on Sea, Braintree, Brentwood, Brightlingsea, Burnham-on-Crouch
- Canvey Island, Castle Hedingham, Chapel, Chelmsford, Chipping Ongar, Clacton-on-Sea, Clavering, Chigwell, Coggeshall, Colchester
- Danbury, Debden, Dedham
- Earls Colne, Elmdon, Epping
- Felsted, Finchingfield, Foxearth, Frinton-on-Sea, Fyfield
- Great Baddow, Great Bardfield, Great Bentley, Great Chishill, Great Dumnow, Great Easton, Great Leighs, Great Wakering, Great Warley, Greenstead Green
- Halstead, Harlow, Harwich, Hatfield Peverel, Henham, Herongate
- Ingatestone
- Kelvedon
- Lamarsh, Layer de la Haye, Leigh-on-Sea, Lindsell, Little Walden, Littlebury, Loughton
- Maldon, Manningtree, Mistley, Moreton, Mountnessing
- Nazeing, Newport
- Rayleigh, Rochford, Rowhedge, Roydon
- Saffron Walden, Shelley, Shenfield, Shoeburyness, South Woodham Ferrers, Southend-on-Sea, Southminster, Stansted Mountfitchet, Steeple Bumpstead, Stisted, Stock
- Terling, Thaxted, Thorpe-le-Soken, Tilbury, Tillingham, Tiptree, Tollesbury
- Wakes Colne, Walton-on-the-Naze, West Mersea, Wickford, Witham, Wivenhoe, Writtle

Flughäfen: London Stansted Airport, London Southend Airport

## Sehenswürdigkeiten
- Audley End House
- Boreham House, Herrenhaus aus dem 18. Jahrhundert in Boreham
- Chappel Viaduct, Viadukt in Wakes Colne
- Clacton Pier, Seebrücke in Clacton-on-Sea
- Coalhouse Fort
- Coggeshall Abbey
- Colchester Castle
- Colchester Zoo
- Colne Valley Railway
- Copped Hall, Herrenhaus aus dem 18. Jahrhundert nahe Epping
- Creeksea Place
- Cressing Temple
- Great Chishill Windmill, Windmühle in Great Chishill
- Tempel von Harlow
- Hylands Park
- Jam Museum, Marmeladenmuseum in Tiptree
- John Webb’s Mill, Windmühle in Thaxted
- Maldon Museum, Museum in Maldon
- Mountnessing Windmill, Windmühle in Mountnessing
- Naze Tower
- Rayleigh Mount
- Southend Pier, Seebrücke in Southend-on-Sea und längste Seebrücke der Welt (2160 m)
- Tilbury Fort
- Walton Pier, Seebrücke in Walton-on-the-Naze

## Partnerstädte und -regionen
- Volksrepublik China: Jiangsu
- Deutschland: Thüringen
- Ghana: Accra
- Vereinigte Staaten: Henrico County, Virginia

## Kulinarische Spezialitäten
- Marmelade und Fruchtaufstriche von der Marke Wilkin & Sons
- Salz aus Maldon von der Marke Maldon Crystal Salt

## Politik

### Essex County Council
- Greens: 1
- Labour: 6
- LibDem: 8
- Unabh.: 6
- Sonst.: 7
- Cons.: 51